# Oxyopes hindostanicus
Oxyopes hindostanicus är en spindelart som beskrevs av Pocock 1901. Oxyopes hindostanicus ingår i släktet Oxyopes och familjen lospindlar. Inga underarter finns listade i Catalogue of Life.